# Hello, Sister!
Hello, Sister! is een Amerikaanse dramafilm uit 1933 onder regie van Alan Crosland, Erich von Stroheim, Raoul Walsh en Alfred L. Werker. Het scenario is gebaseerd op het toneelstuk Walking Down Broadway van de Amerikaanse schrijfster Dawn Powell.

## Verhaal
De eenzame en onbeduidende Millie is jaloers op haar vriendin Peggy, die met haar vriend Jimmy een gelukkige relatie heeft. Wanneer Millie het paar niet uit elkaar kan drijven, pleegt ze uiteindelijk zelfmoord.

## Rolverdeling
| Acteur        | Personage     |
| ------------- | ------------- |
| James Dunn    | Jimmy         |
| Zasu Pitts    | Millie        |
| Boots Mallory | Peggy         |
| Minna Gombell | Mona La Rue   |
| Terrance Ray  | Mac           |
| Will Stanton  | Dronkenman    |
| Henry Kolker  | Bankdirecteur |
| Walter Walker | Sedgwick      |
| Astrid Allwyn | Secretaresse  |
| Claude King   | Dr. Peterson  |
| Wade Boteler  | Voorbijganger |
| James Flavin  | Brandweerman  |